# Concordia (Argentina)
Concordia (nome completo: San Antonio de Padua de la Concordia) è una città della provincia argentina di Entre Ríos, capoluogo del dipartimento omonimo. Con una popolazione di oltre 160 000 abitanti, è la seconda cittadina della provincia per numero abitanti.

## Geografia
Concordia sorge sulla riva occidentale del fiume Uruguay, di fronte alla città uruguaiana di Salto. Le due città sono collegate dal ponte ferroviario e stradale Salto Grande, parte del complesso della diga di Salto Grande (che inizia sulla sponda argentina 18 km a nord del centro di Concordia).
La città è situata a 265 km ad est della capitale provinciale Paraná ed a 425 km a nord della capitale nazionale Buenos Aires.

## Storia
La città fu fondata ufficialmente con un decreto il 29 novembre 1831.

## Monumenti e luoghi d'interesse
- Castello San Carlos
- Palazzo Arruabarrena

## Società
Secondo il rapporto del secondo semestre 2022 redatto dall'INDEC Concordia è la città più povera dell'Argentina con un 55,2% di poveri, in crescita rispetto al 51,5% del 2021, e un 11,1% di indigenti. Su una popolazione complessiva di 163.829 unità, ben 90.416 vivono sotto la soglia di povertà.

### Religione
La città è sede della diocesi di Concordia, istituita il 10 aprile 1961 e suffraganea dell'arcidiocesi di Paraná.

## Cultura

### Istruzione

#### Musei[3]
- Museo Regionale Municipale Arruabarrena
- Museo d'Arti Visive
- Museo Ebraico di Entre Ríos
- Museo Storico Militare "Colonnello Leopoldo Ornstein"
- Museo e Centro Culturale Salto Grande
- Museo Provinciale dell'Immagine
- Museo d'Antropologia e Scienze Naturali
- Museo "Domingo Isthilart"
- Museo Interattivo Costa Ciencia

## Economia
La città è nota per essere al centro di una ricca regione agricola, massima produttrice nazionale di agrumi citrus e per la sua vicinanza al Parco Nazionale El Palmar, un'importante riserva per le palme Yatay che si trova 60 km a sud della città.
Concordia possiede alcune spiagge attrezzate sulle rive del fiume Uruguay, particolarmente frequentate durante il periodo estivo.

## Infrastrutture e trasporti

### Strade
La principale via d'accesso è la strada nazionale 14, una delle due principali arterie di comunicazione della regione Mesopotamia argentina.

### Aeroporti
La città e la regione circostante sono servite da un aeroporto (codice COC).